# Sander Formation
Die Sander Formation (bis etwa 1972 Ekkehard Sander Septett) war eine Band, die 1969 in Dresden gegründet wurde und bis in die 1990er Jahre bestand.

## Bandgeschichte
Die Band wurde 1969 von Ekkehard Sander (Saxophon, Querflöte) gegründet. Zur Band gehörten außerdem Wolfgang Fröhlich (Schlagzeug), Udo Jakob (Perkussion), Volkmar Ryssel (Gesang, Gitarre), Charly Böhme (Trompete, Perkussion), Thomas Reuter (E-Bass), Ekkehard Berger (Gesang, Gitarre) und Jürgen Pranger (Saxophon, Orgel), wobei die zusätzlichen Bläser erst 1970/1971 zur Band kamen.
Anfang der 1970er Jahre war sie als Ekkehard Sander Septett bekannt und konnte beim DDR-Plattenlabel Amiga einige Singles produzieren. Die Band spielte an Underground angelehnte Musik. Sie begleitete aber auch die schwedische Schlagersängerin Marianne Kock auf deren DDR-Tourneen. Ende der 1970er Jahre spielte die Band vermehrt Tanzmusik und trat meist als Begleitband auf. Sie konnte beim Rundfunk der DDR rund 350 Titel aufnehmen. Nach einer Umbesetzung 1986 bestand die Band aus Ekkehard Sander, Karl-Heinz Ringel (Keyboards), Volker Richter (Gitarre, Gesang), Bernd Fiedler (E-Bass, Gesang) und Ulrich Gerbeth (Schlagzeug, Gesang). Im Jahr 1989 kam die Sängerin Petra Hennig zur Band. Alle Musiker waren Absolventen der Hochschule für Musik „Carl Maria von Weber“ in Dresden.
In den 1990er Jahren begleitete die Band zahlreiche deutsche und österreichische Schlagersänger, unter anderem Andy Borg, Claudia Jung und Jonny Hill.

## Diskografie

### Singles
- 1972: Alle Wege / Erzähl mir von dir (Amiga)
- 1973: Gedanken an C (B-Seite, Amiga)
- 1978: Hier lebe ich mit dir / Mädchen aus Düben (Amiga)

### Stücke auf Kompilationen
- 1971: Verlegenheit auf Schlager ’71 (Amiga), gesungen von Volkmar Ryssel und Roland Neijenhoff
- 2003: Gedanken an C auf DT64 Story Vol. 15 (BMG)